# Billabong (póquer)
El Billabong es una variante del póquer. Esta modalidad de juego se deriva del Manila, que a su vez es una variante del famoso Texas hold 'em. El billabong suele confundirse con el Shanghai, el cual es una modalidad muy parecida.

## Modalidad tradicional
La forma tradicional del Billabong consiste en repartir a cada jugador 4 cartas, de las cuales las tres primeras se las entregarán boca abajo, mientras que la cuarta carta se la entragará descubierta. El jugador con la carta descubierta más alta (el As es considerado el más alto) empezará con la primera ronda de apuestas.
Luego de la primera ronda de apuestas, al igual que el Texas hold 'em, vendrá el "Flop", que consiste en descubrir tres cartas consecutivas las cuales serán las cartas comunes. Seguido de esto otra ronda de apuestas. Luego vendrá el "Turn", con lo cual se descubrirá una carta común adicional, y empezará la tercera ronda de apuestas. Finalmente, acabada las apuestas, vendrá el "River", lo que significa que se descubrirá una última carta común adicional y luego de ello se empezará la ronda de apuestas final.
Acabadas las apuestas, los jugadores mostrarán sus cartas para así determinar al ganador de la mesa de acuerdo a cada mano. Para armar una mano de póquer en el Billabong se deberá escoger tres cartas de la mano y 2 cartas comunes, o cuatro las cartas de la mano y una carta común.